# Wellingtonrenbaan
De Wellingtonrenbaan is een hippodroom te Oostende die werd aangelegd in 1883 door de belle-époque-architect Antoine Dujardin (1848-1933).

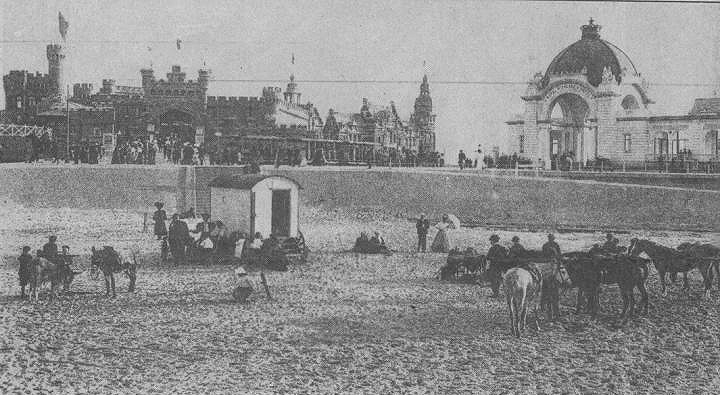
Gezicht op de renbaan rond 1905 - het fort Wellington met toevoeging van frivole torentjes

## Historie
Deze renbaan werd gebouwd op de terreinen van een vroeger fort, namelijk het Fort Royal (1811-1812) uit de periode van Napoleon. Dit fort aan de westkant van Oostende was gebouwd volgens hetzelfde bouwplan als het fort Impérial, later Fort Napoleon genoemd. Het was nog niet afgewerkt toen Napoleon ten val kwam. De bouw werd afgewerkt door Engelse soldaten, maar betaald door de Hollanders, die het fort fort Willem noemden, naar de koning der Nederlanden. Het fort werd later fort Wellington genoemd, naar de Engelse overwinnaar van Waterloo. Het fort was eind oktober 1816 afgewerkt. Het fort werd nog geïnspecteerd door de hertog van Wellington in augustus 1818. Dit fort had geen kantelen, zoals het Fort Napoleon, maar embrasures (schietgaten voor handmortieren) en bevatte een batterij van acht kanonnen. De militaire bezetting van dit fort werd echter verwaarloosd. Een document uit 1816 vermeldt een wachtpost van slechts twee soldaten. Een ander document uit 1817 vermeldt dat deze soldaten zich amuseerden met het inwerpen van de ramen en het laten ontvreemden van het meubilair. Een document uit 1820 vermeldt het hopeloze van de situatie: 200 vernielde ruiten, diefstal van de loden tegengewichten van de vier hangbruggen, geforceerde deuren en diefstal van het ijzerwerk. Na 1830 werd dit fort een tijdje fort Louise genoemd, naar de koningin Louise-Marie.

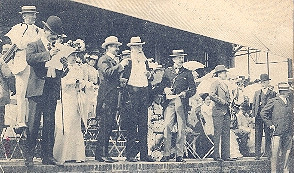
Koning Leopold II op de renbaan (1905)

Doordat de minister van oorlog baron Félix Chazal in 1865 Oostende had ontheven van zijn vestingfunctie werden de stadswallen ontmanteld. Dit fort bleef zijn militaire functie behouden, en werd aldus van de afbraak gered.
In 1870 werd dit fort nog gebruikt als interneringsplaats voor een honderdtal Franse militairen, die na de nederlaag van de Fransen in de Slag bij Sedan (1-2 september 1870) naar het neutrale België waren gevlucht.
In 1883 kreeg dit fort een nieuwe bestemming als de imposante ingang voor de nieuwe renbaan. Er worden frivole torentjes en kantelen aan toegevoegd. Na de Tweede Wereldoorlog werd dit fort gesloopt en wordt een nieuwe infrastructuur in modernistische stijl gebouwd.
De renbaan grenst aan de zeedijk en de Koninklijke Gaanderijen, vlak bij de Koninklijke Residentie, zodat dit goed uitkwam in de plannen van Leopold II.
De hoofdtribune is gebouwd, naar plannen van de Franse architect Alexandre Marcel, boven op de funderingen van het fort. De tunnel, aangelegd in 1898 onder het kasteeltje, is een verbinding tussen de ingang en de middenterreinen.
Het startschot van de eerste wedstrijd werd in 1883 gegeven door de hertog van Wellington samen met koning Leopold II.
Op 1 september 1899 was de renbaan het eindpunt van de eerste internationale autorally die België aandeed: de race Parijs-Oostende. Negen auto's en een aantal driewielers hadden het traject over de Noord-Franse kasseien afgelegd in twee dagen, en met een snelheid van soms wel 60 km/h. Winnaar was de Fransman Paul Baras.
Naast het 'Kasteeltje' lagen er rond 1900 vier tennisterreinen op de Wellingtonrenbaan. Deze zijn inmiddels lang verdwenen. Ze verhuisden eerst naar terreinen naast het (nu verdwenen) Royal Palace Hotel, vervolgens achter de Koninklijke Gaanderijen (waar ze later moesten verhuizen wegens de bouw van het Thermae Palace Hotel) en vervolgens naar de huidige terreinen van de 'Ostend Tennis Club' aan de Koninginnelaan.
In 1899 werd er eveneens een duivenschieting opgericht.
De renbaan begon aan zijn bloeiperiode onder het bewind van koning Leopold II, die er regelmatig kwam, soms vergezeld van hoge gasten, zoals de toenmalige Sjah van Perzië.
Deze renbaan groeide uit tot één der belangrijkste renbanen van het mondaine Europa voor drafrennen en galoprennen in de periode tussen beide wereldoorlogen.
Tijdens de Tweede Wereldoorlog werd het terrein vol mijnen gelegd. De meeste gebouwen werden vernield.
Het wordt nu ook regelmatig gebruikt voor grote evenementen, zoals het concert van Michael Jackson in 1997, het Bon Jovi in 2003 en Rammstein in 2022. Sinds 2021 wordt er elk jaar in september het festival ManiFiesta georganiseerd, dat voordien plaatsvond in Bredene.
De jaarlijkse Belgische kampioenschappen veldlopen vonden er ook plaats. Nu is er ook een golfterrein aangelegd. De heropbouw werd aangevangen in 1947 naar plannen van Victor Fobert. Er werd een grote hal, ontworpen door Marcel Mollemans, toegevoegd in 1962.
De Wellingtonrenbaan wordt uitgebaat door de Koninklijke Renvereniging, maar het grootste gedeelte van de renbaan is in bezit van de Koninklijke Schenking. Tussen beiden zijn er gesprekken geweest over de aankoop van gronden of de huur ervan op langere termijn.
De renbaan, met inbegrip van de oefenbanen, werd als monument en stadsgezicht beschermd op 1 oktober 1998.
Per jaar zijn er negen rendagen op de Wellington Renbaan in Oostende. Deze rendagen zijn in juli en augustus.

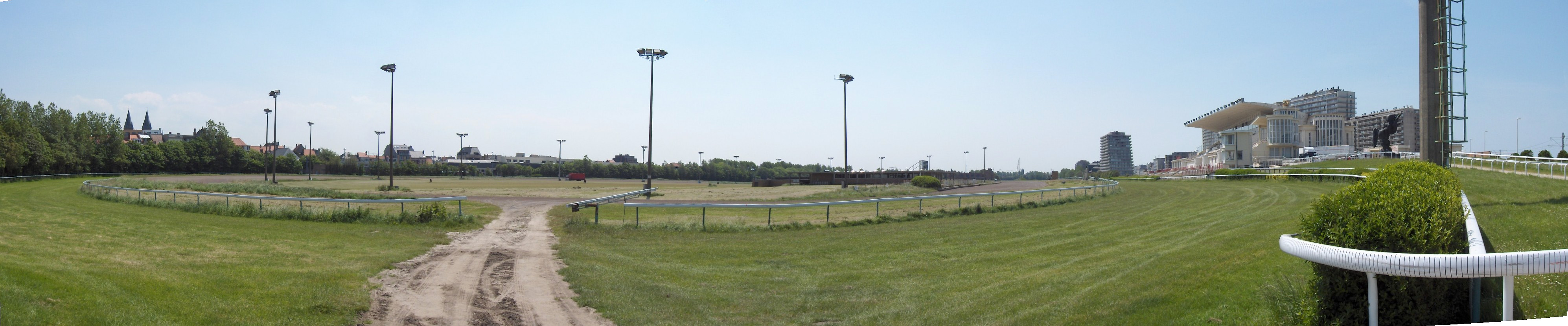
Panoramisch gezicht

## De Wellingtonrenbaan in de kunst
In 1876 schilderde James Ensor een kleine olieverfschets van het Fort Wellington. Willy Finch maakte een pointillistisch schilderij van de renbaan. Alexandre Clarys ontwierp affiches voor de renbaan. In 1945 maakte Léon Spilliaert de aquarel 'De Wellingtonrenbaan te Oostende' met de vernielde gebouwen van de renbaan na WO II. Fotograaf Maurice Antony maakte zowel reportagefoto's van de wedstrijden op de renbaan als meer artistieke opnamen.

## Galerij

### Foto's

Fort Wellington (1876) door James Ensor
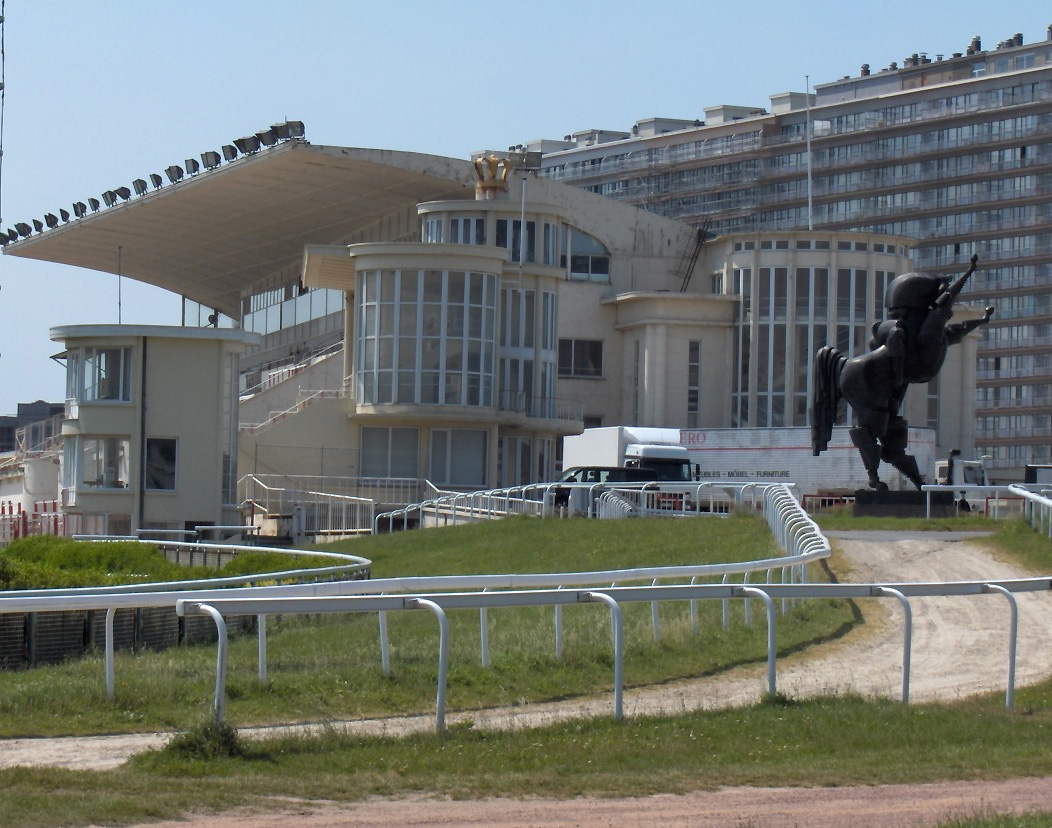
Publiekstribune en koninklijke tribune
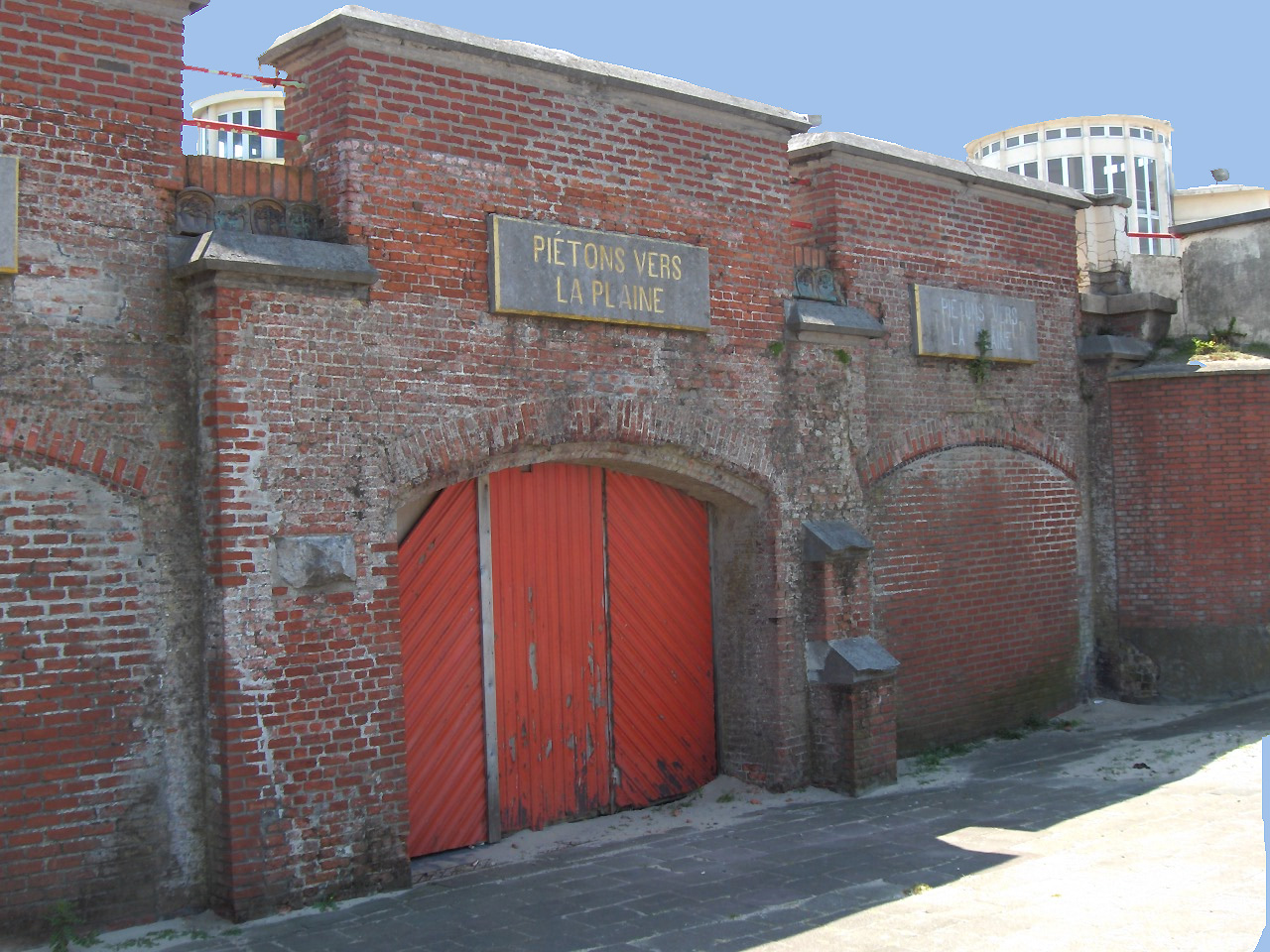
Oude ingang voor voetgangers
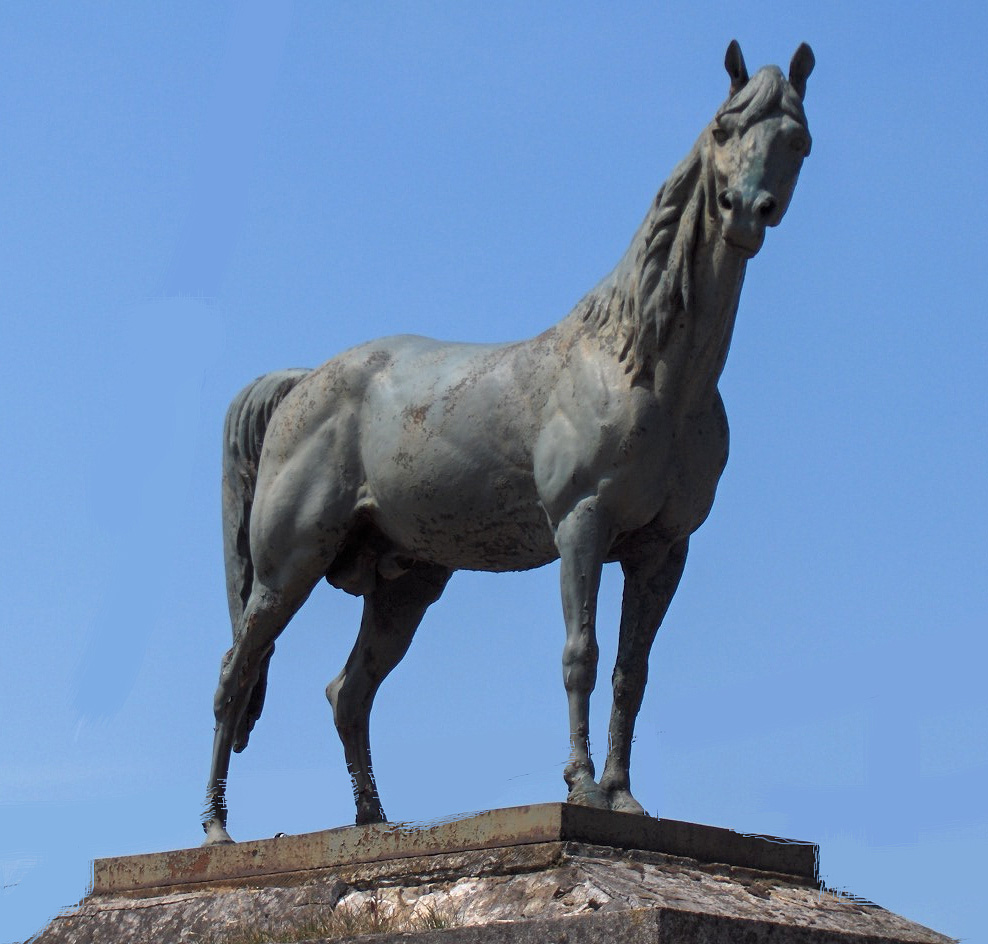
Standbeeld Prince Rose, naar wie de Grote Prijs Prince Rose van Oostende genoemd werd

### Publicaties

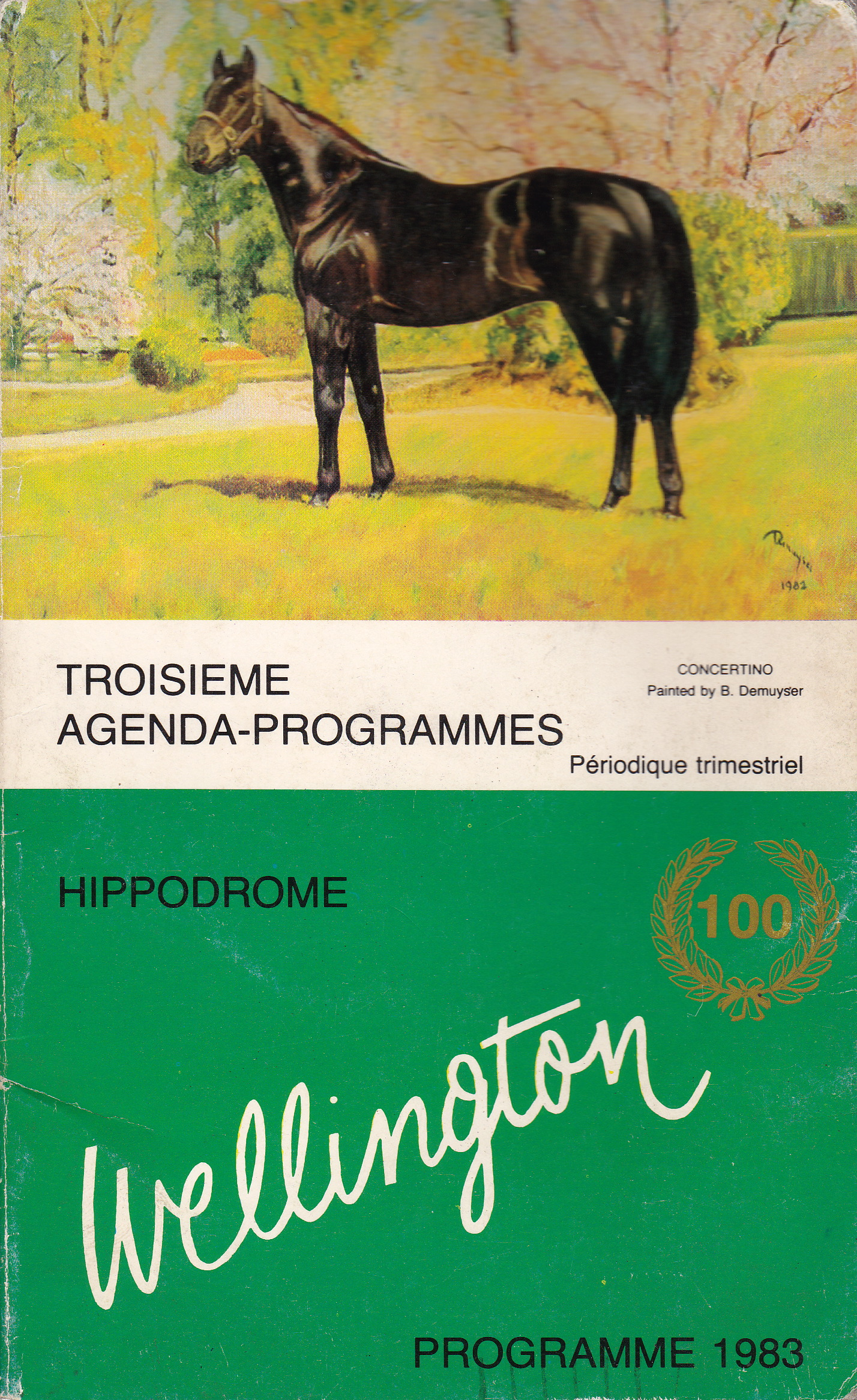
Concertino, geschilderd door Bob Demuyser (1920-2003) "100" (1883-1983)
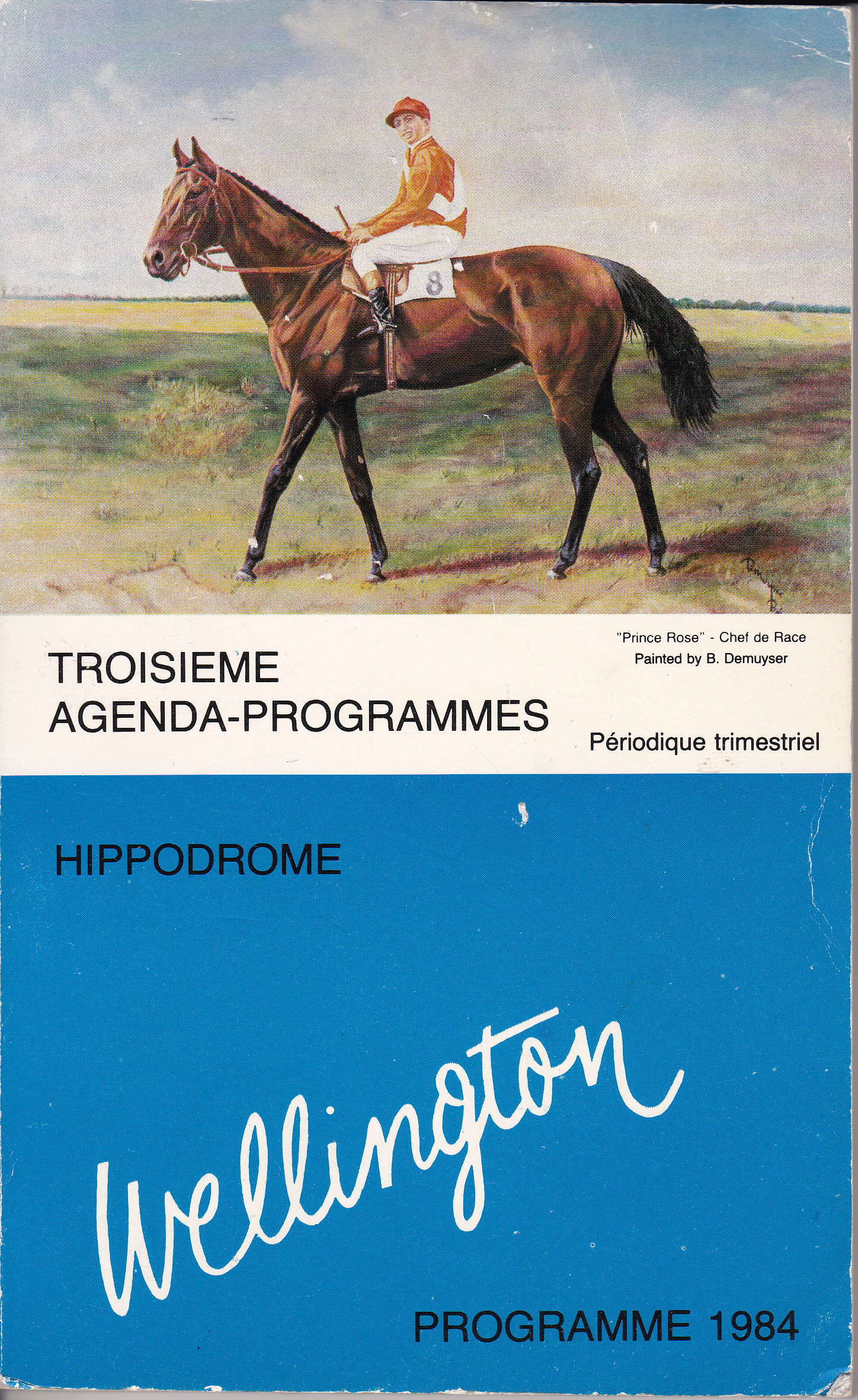
Prince Rose (Hervé Denaigre), geschilderd door Bob Demuyser (1920-2003)

## Referentiewerken
- Hostyn, Norbert - 'Hippodroom Wellington 1883-1983' - De Plate 12 (1983) p. 139-141 en 186-188
- Vens, Roger - 'De Wellingtonrenbaan'. Open Monumentendag Oostende, Oostende 1995, p. 9-13